# 努迪拉

努迪拉

努迪拉（Nodira；1792年—1842年），原名莫拉洛伊姆，烏茲別克族女詩人和政治家，她的詩分別用烏茲別克語與波斯語寫作。她的詩作很多也保留下來，總數超過10000行。
她也是浩罕汗國穆罕默德·烏馬爾汗的妻子，丈夫死後她成為汗國攝政，但1842年被布哈拉埃米爾國埃米爾納斯魯拉處決。